# Johann Jakob Marinoni

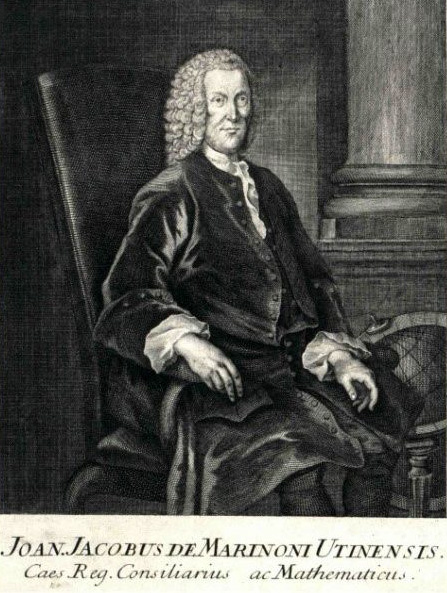
Johann Jakob Marinoni

 Johann Jakob Marinoni / Giovanni Jacopo de Marinoni (* 1676 in Udine, Italien; † 10. Januar 1755 in Wien) war ein österreichischer Astronom und Kaiserlicher Hofmathematiker.

## Leben

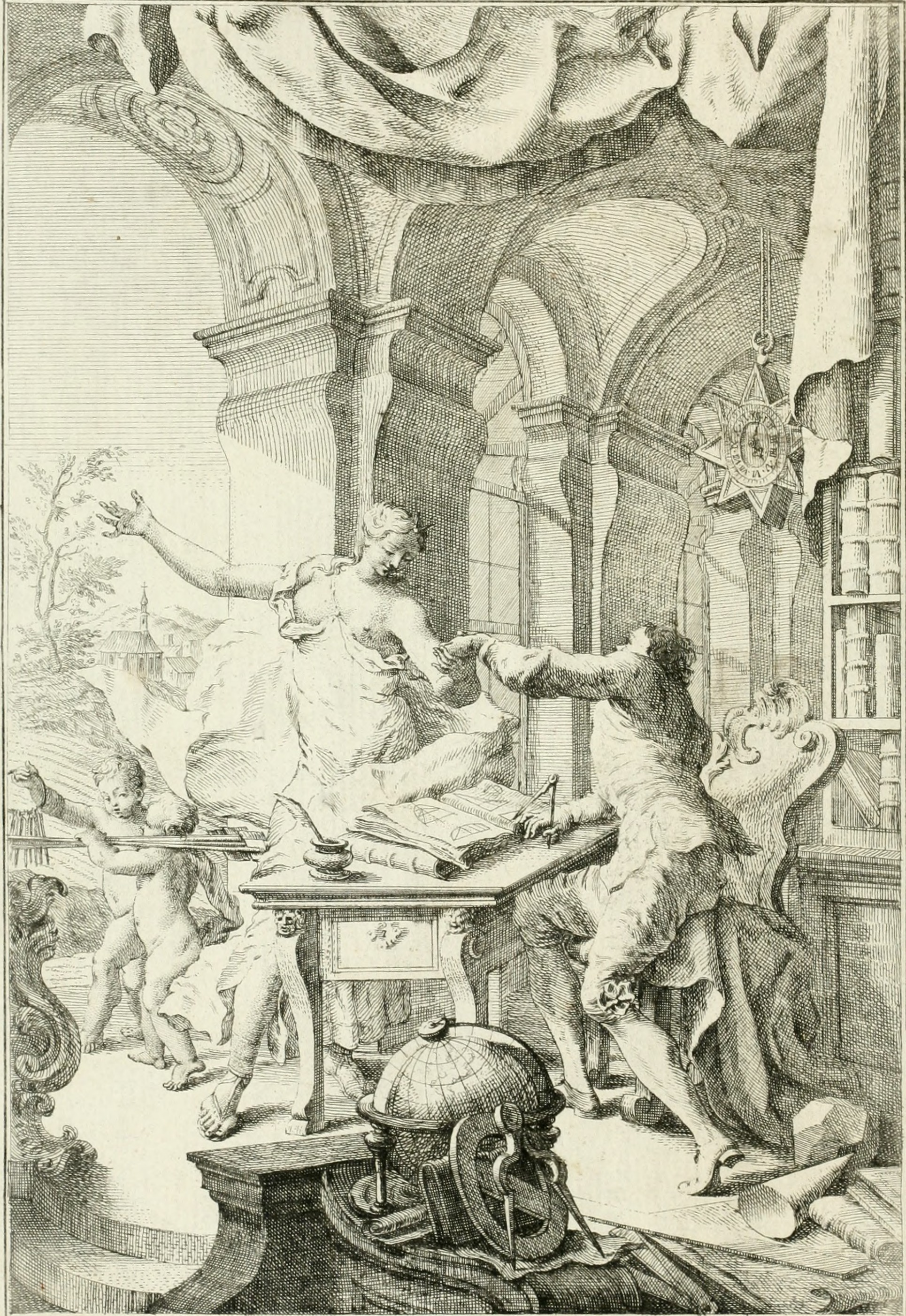
De re ichnographica

Der mathematisch hochbegabte junge Mann aus guter Familie der friulanischen Hauptstadt Udine, Untertan der Republik Venedig, geht zum Studieren in die Kaiserstadt an die Universität Wien. In kurzer Zeit zum Doktor der Philosophie promoviert (1698), lehrt er als Professor an der angesehenen Akademie der Stände Niederösterreichs (1702). Sein italienischer Landsmann Leander Anguissola wird auf ihn aufmerksam und protegiert ihn. Die Ernennung Marinonis zum Kaiserlichen Hofmathematiker mit Mitte Zwanzig (1703) stellt ein Zeichen allerhöchster Gunst dar. Er wird Lehrer der späteren Kaiserin Maria Theresia.
Planungs- und Kartierungsarbeiten am Linienwall (1704) und der Anguissola-Marinoni-Plan von Wien (1706) sind erste Erfolgsnachweise für den Dreißigjährigen. Als Vertreter des Kronlandes Österreich unter der Enns vermisst er Landesgrenzen, stellt aktuelle Grenzkarten her und vermittelt in Grenzstreitigkeiten. Kunstvolle Karten herrschaftlicher Besitzungen tragen ihm viele Empfehlungen beim österreichischen Adel ein. Die kaiserliche Genehmigung der Ingenieur-Akademie 1717 und die Bestellung zum 2. Direktor unter Anguissola begründet seine berufliche Lebensstellung. Die erste polytechnische Lehranstalt für Offiziere und Zivilisten in Mitteleuropa hat ihren Sitz in Marinonis Wohnhaus auf der Mölkerbastei in Wien.
Auf Ansuchen des österreichischen Gouverneurs des Staates Mailand schickt ihn der Hofkriegsrat, dem die Ingenieur-Akademie untersteht, 1719 in die Lombardei. Er beweist hohe Sachkenntnis, großes Organisationstalent und trägt maßgeblich zur Schaffung des Mailänder Katasters bei, des ersten Grundstücksverzeichnisses eines ganzen Landes auf kartographischer Grundlage, der jedoch erst nach jahrzehntelangen mühevollen Auseinandersetzungen wenige Jahre nach dem Tod seines Schöpfers 1760 in Kraft tritt und in Italien „Catasto Teresiano“ genannt wird (erste Katastervermessung Europas). Entscheidende Verbesserungen wichtiger Instrumente für die kartographische Praxis, wie die des Messtisches oder der planimetrischen Waage, sind sein Werk. Der Aufenthalt zur Katastervermessung in Italien verlängert sich gegen seinen Willen bis 1723, da er zu hydrometrischen Messungen und der Vermessung von Festungsanlagen und Grenzen verpflichtet wird. Marinoni projektiert auch die 1728 erbaute erste Straße auf den Semmering-Pass.
Trotz direkter Intervention beim Hofkriegsratspräsidenten Prinz Eugen von Savoyen, dessen persönliche Protektion er genießt, bleibt ihm nach dem Tod Anguissolas die angestrebte Leitung der Ingenieur-Akademie vorerst verwehrt. Nach seiner Rückkehr nach Wien bestimmt er, nicht immer zur Zufriedenheit seiner militärischen Vorgesetzten, Lehrplan und Zulassungen zur Akademie. Die Aufnahme von Ausländern wird von höchsten Armeeführern ebenso kritisiert wie die mangelnde Ausrichtung auf praktische militärische Bedürfnisse. Auf die Erhebung in den Reichsadelsstand 1726 und die Ernennung zum Kaiserlichen Rat 1733 folgt mit knapp 50 Jahren dann doch die Bestellung zum Leiter der Akademie. Nach fast vierzigjähriger Tätigkeit wird die Schule nach seinem Tod zu einer ausschließlich militärischen Einrichtung.
Marinoni lebt allein und widmet sich in seiner Freizeit der Mathematik und der Astronomie. Er wird Mitglied wissenschaftlicher Gesellschaften in ganz Europa – 1746 wird er als auswärtiges Mitglied in die Königlich Preußische Sozietät der Wissenschaften aufgenommen, Im selben Jahr wird er Ehrenmitglied der Russischen Akademie der Wissenschaften in Sankt Petersburg. – und führt umfangreiche fachliche und private Korrespondenzen mit Größen seiner Zeit wie Euler, Leibniz, Maupertuis oder Mikoviny.
Sein privates Observatorium auf der Mölkerbastei, aus der sich später die Universitätssternwarte Wien entwickelt, ist das erste in Wien und ab 1728 mit innovativen Instrumenten ausgestattet, die Bibliothek enthält eine umfassende Sammlung wissenschaftlicher Literatur. Von den drei Hauptwerken erscheinen sein Buch über die Astronomie und die Ausführungen zur Kartographie noch am Ende seines Lebens, ein weiterer Band über die Vermessungstechnik, u. a. mit Beispielen aus Mailand, erst zwanzig Jahre nach seinem Tod. Marinoni ist hinsichtlich der Ausführungen und erläuternden Abbildungen Perfektionist und feilt jahrzehntelang an seinen Arbeiten. Nicht frei von Eitelkeit, führt er im Vorwort die Verdienste an, die zu seiner Nobilitierung geführt haben, sowie lobende Besprechungen seiner Ideen durch berühmte Kollegen.
Der fromme Wissenschaftler stirbt 1755 mit 79 Jahren und der Großteil seiner Hinterlassenschaft geht an Geistliche. Zu Lebzeiten hoch geehrt, wenn auch nicht immer unumstritten, bleibt von ihm vor allem sein Ruf als Schöpfer des Mailänder Katasters. Seine Schriften schmücken zwar viele angesehene Bibliotheken und gelten unter Sammlern wissenschaftlicher Antiquitäten als begehrenswert, sind aber in der Fachwelt von heute weitgehend vergessen. Gestochen geschriebene Briefe in gewandtem Italienisch, elegantem Latein oder fließendem Französisch sind in den Archiven verschiedener Staaten erhalten und geben Aufschluss über Marinonis Denken und seinen Charakter. Auf Deutsch ist nichts Eigenhändiges bekannt, obwohl der Friulaner über ein halbes Jahrhundert in Wien gelebt hat, das in der ersten Hälfte des 18. Jahrhunderts allerdings stark italienisch geprägt war.
In seiner Geburtsstadt Udine sind eine Geometerschule und eine Straße in der Altstadt nach Marinoni benannt, in Wien nur mehr eine kleine Gasse am nördlichen Stadtrand, nachdem eine weitere in der Nähe der Sommerresidenz seiner Kaiserin bei der Eingemeindung nach Wien Ende des 19. Jahrhunderts umbenannt wurde. In der Krypta der Schottenkirche erinnert seit 2017 eine Gedenktafel an den großen Mathematiker, Astronomen und Geodäten.

## Ehrungen
Im Jahr 1971 wurde in Wien-Floridsdorf (21. Bezirk) die Marinonigasse nach ihm benannt. Am 17. Mai 2017 wurde in der Krypta der Schottenkirche in Wien, der Begräbnisstätte Marinonis, eine Gedenktafel an ihn im Rahmen eines internationalen Katasterkongresses eingeweiht.

## Schriften
- De astronomica specula domestica et organico apparatu astronomico Kaliwoda, Wien 1745. (Digitalisat)
- De re ichnographica, cujus hodierna praxis exponitur, et propriis exemplis pluribus illustratur. Kaliwoda, Wien 1751. (online).
- De Re Ichnometrica Veteri, Ac Nova. Recensentur Experimenta Per Utramque Habita. Accedunt Modi Areas Fundorum Sine Calculo Investigandi. Opus Posthumum. Kaliwoda, Wien 1775. (Digitalisat)